# Issoufou Boubacar Garba
Issoufou Boubacar Garba (ur. 2 lutego 1990 w Niamey) – piłkarz nigerski grający na pozycji prawego pomocnika.

## Kariera klubowa
Karierę piłkarską Issoufou rozpoczął w klubie Zumunta AC ze stolicy Nigru, Niamey. W 2004 roku zadebiutował w jego barwach w pierwszej lidze nigerskiej. W sezonie 2006/2007 grał w AS FAN, a w sezonie 2008/2009 w burkińskim Rail Club du Kadiogo. W 2009 został zawodnikiem tajskiego klubu Muangthong United, z którym wywalczył mistrzostwo Tajlandii. W sezonie 2010/2011 ponownie grał w AS FAN, a w 2011 roku ponownie w Muangthong United. W połowie 2011 odszedł do FC Phuket. Następnie był zawodnikiem Club Africain (2011-2012), Olympic FC de Niamey (2013), CS Hammam-Lif (2013), Stade Tunisien (2014-2015) i tanzańskiego Young Africans SC (2015-2017). Z tym ostatnim dwukrotnie został mistrzem Tanzanii w sezonach 2015/2016 i 2016/2017 oraz zdobył Puchar Tanzanii w sezonie 2015/2016.

## Kariera reprezentacyjna
W reprezentacji Nigru Issoufou zadebiutował 4 września 2011 roku w wygranym 2:1 meczu kwalifikacji do Pucharu Narodów Afryki 2012 z Południową Afryką, rozegranym w Niamey. W 2012 i 2013 roku, został powołany do kadry na Puchar Narodów Afryki. Od 2011 do 2014 wystąpił w kadrze narodowej 19 razy i strzelił 1 gola.